# Maseru
Maseru (o anche Masero) è la capitale del Lesotho. Situata sul fiume Caledon, al confine con il Sudafrica, è l'unica città di dimensioni considerevoli del Lesotho, con una popolazione di circa 330 760 abitanti (2016). È capoluogo del distretto di Maseru. Importante è la produzione di candele e tappeti.

## Storia

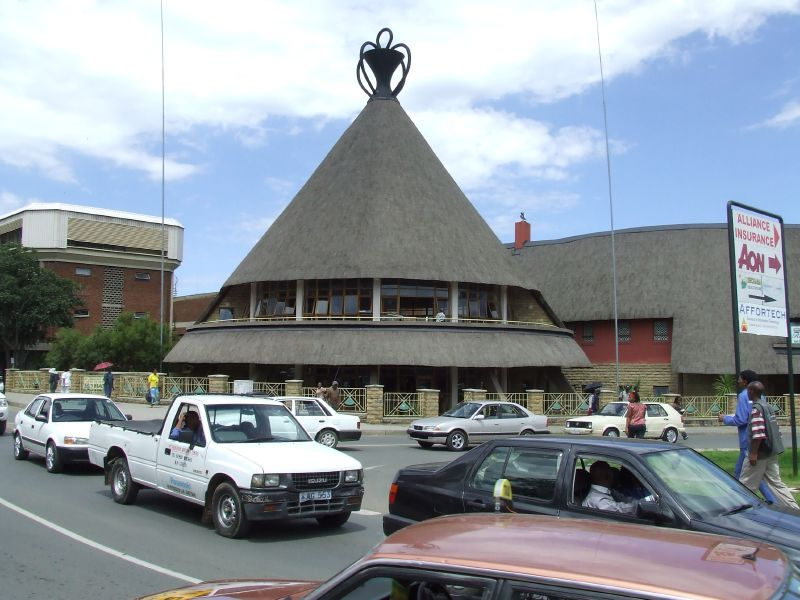
Negozio di cappelli Basotho

Maseru era una piccola città commerciale quando venne proclamata capitale del popolo Basotho dal Capo Moshoeshoe I nel 1869, sostituendo la roccaforte di Thaba Bosiu che aveva avuto questa funzione fino ad allora. Fu capitale del protettorato britannico del Basutoland dal 1869 al 1871 e dal 1884 al 1966, quando il Basutoland ottenne l'indipendenza e venne ribattezzato Lesotho.

## Geografia
Maseru è situata a 29°20' Sud e 27°30' Est, a Nord Ovest dei monti Drakensberg, al confine con il Sudafrica, con un valico sul Maseru Bridge. Sul lato sudafricano, la città più vicina è Ladybrand. La città si trova in una valle poco profonda ai piedi del Hlabeng-Sa-Likhama, ai piedi dei Monti Maloti. L'altitudine è di 1600 metri sul livello del mare. La città ha una superficie di circa 138 chilometri quadrati (53 miglia quadrate).

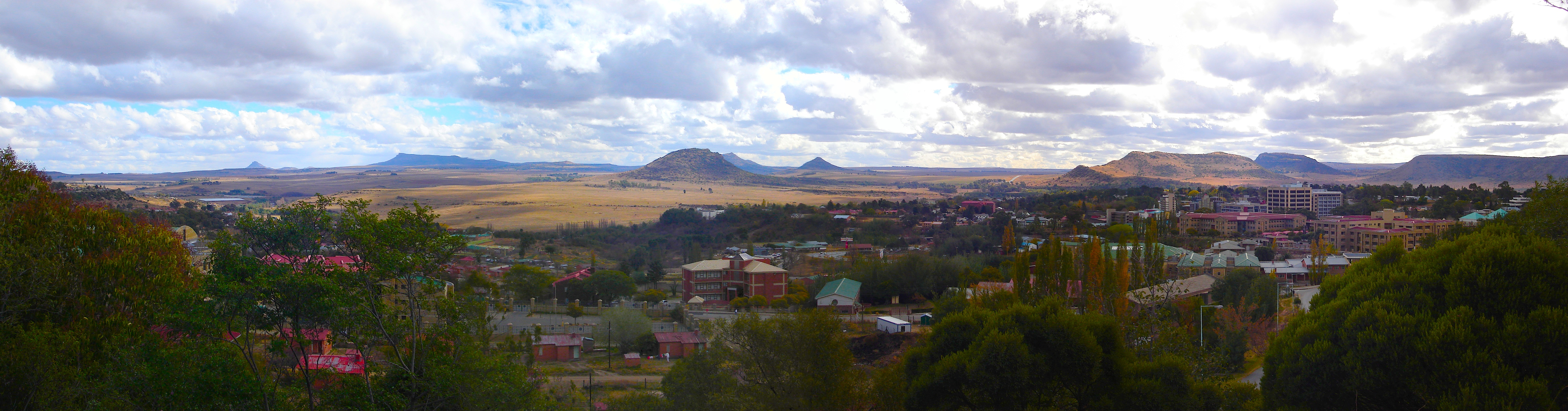
Vista di Maseru

### Clima
Maseru ha un Clima oceanico (Cwb, secondo la Classificazione dei climi di Köppen). Durante il mese più freddo, luglio, le temperature variano da -3 a 17 °C (27 a 63 °F).
| Mese                | Mesi | Mesi | Mesi | Mesi | Mesi | Mesi | Mesi | Mesi | Mesi | Mesi | Mesi | Mesi | Stagioni | Stagioni | Stagioni | Stagioni | Anno |
| Mese                | Gen  | Feb  | Mar  | Apr  | Mag  | Giu  | Lug  | Ago  | Set  | Ott  | Nov  | Dic  | Inv      | Pri      | Est      | Aut      | Anno |
| ------------------- | ---- | ---- | ---- | ---- | ---- | ---- | ---- | ---- | ---- | ---- | ---- | ---- | -------- | -------- | -------- | -------- | ---- |
| T. max. media (°C)  | 28   | 27   | 24   | 21   | 18   | 16   | 16   | 19   | 23   | 24   | 26   | 27   | 27,3     | 21       | 17       | 24,3     | 22,4 |
| T. min. media (°C)  | 15   | 14   | 12   | 8    | 4    | 1    | 1    | 2    | 6    | 9    | 11   | 13   | 14       | 8        | 1,3      | 8,7      | 8    |
| Precipitazioni (mm) | 111  | 100  | 85   | 39   | 20   | 7    | 3    | 13   | 27   | 75   | 88   | 92   | 303      | 144      | 23       | 190      | 660  |

## Infrastrutture e trasporti
La città è dotata di un aeroporto internazionale, intitolato a Moshoeshoe I, primo sovrano del Lesotho.